# Roosa Koskelo
Roosa Koskelo (* 20. August 1991 in Forssa) ist eine finnische Volleyball-Nationalspielerin. Die Libera gewann in Finnland und Slowenien Meistertitel und Pokale. Mit ihrem derzeitigen Verein Allianz MTV Stuttgart wurde sie dreimal deutsche Meisterin, zweimal Pokalsiegerin und einmal Supercup-Siegerin.

## Karriere
Koskelo begann ihre Karriere 2006 bei Someron Pallo, bevor sie 2008 zu Kimmo Volleys wechselte. Mit dem Verein erreichte sie 2009 das finnische Pokalfinale. Anschließend spielte die Libera bei HPK Naiset.  2010 und 2012 wurde sie Vizemeisterin und 2012 gewann sie außerdem den Pokal.  Mit LP Kangasala wurde sie 2013 erneut Vizemeisterin.  Danach wechselte sie zu LP Viesti Salo.  Mit Salo gewann sie 2014 das Double und 2015 gelang die Titelverteidigung im Pokal.  2016 wechselte Koskelo zu OK Branik Maribor. Mit Maribor wurde sie 2017 und 2018 slowenische Meisterin. Anschließend wurde sie vom deutschen Bundesligisten Allianz MTV Stuttgart verpflichtet. In der Saison 2018/19 spielte sie mit Stuttgart in der Champions League. Sie erreichte mit dem Verein das Finale im DVV-Pokal und wurde deutsche Meisterin. Mit der finnischen Nationalmannschaft nahm sie an der Europameisterschaft 2019 teil. Mit Stuttgart erreichte sie das Finale im DVV-Pokal 2019/20, das Stuttgart gegen den Dresdner SC verlor. Als die Bundesliga-Saison kurz vor den Playoffs abgebrochen wurde, stand die Mannschaft auf dem zweiten Tabellenplatz. Auch in der Saison 2020/21 spielte Koskelo für Stuttgart. Am 7. April 2021 gab der Verein bekannt, dass Koskelo auch die nächsten zwei Spielzeiten für Allianz MTV Stuttgart spielen wird.